# Kreutzwald-Erinnerungsmedaille
Die Kreutzwald-Erinnerungsmedaille (estnisch Kreutzwaldi mälestusmedal) ist ein symbolischer Kulturpreis, der an Personen und Institutionen verliehen wird, die wissenschaftliche oder künstlerische Beiträge zum Leben und Werk des Arztes und Schriftstellers Friedrich Reinhold Kreutzwalds geleistet haben.

## Statut
Laut dem im Dezember 1985 verabschiedeten Statut wird die Medaille verliehen an Personen, die
- Kreutzwalds Leben, Tätigkeit und Werk in öffentlichen Publikationen dargestellt, um neue Fakten bereichert oder literaturtheoretisch interessant behandelt haben;

- mit gehaltvollen Vorträgen zu Kreutzwalds Leben, Tätigkeit und Werk in Erscheinung getreten sind;

- zum Thema Kreutzwald oder seinem Werk künstlerisch hochstehende Kunstwerke geschaffen haben;

- Kreutzwalds Werk übersetzt haben.

Außerdem kann die Medaille an Personen verliehen werden, die das Kreutzwald-Museum oder eine seiner Filialen in herausragender Weise unterstützt haben. Zusätzlich können auch Institutionen wie Museen, Bibliotheken oder Schulen die Medaille verliehen bekommen.

## Verleihung
Die Verleihung findet jedes Jahr an Kreutzwalds Geburtstag, dem 14. Dezember, statt. Ort der Verleihung ist das Kreutzwald-Museum in Võru. Seit 1999 wird auch ein Kreutzwald-Stipendium an einen Gymnasiasten verliehen.
In der Anfangszeit wurde die Medaille noch häufig an eine ganze Reihe von Personen vergeben, seit Mitte der 1990er-Jahre meist nur an eine Person. Eine Ausnahme bildete das Jahr 2003, als der 200. Geburtstag von Kreutzwald begangen wurde.

## Preisträger
- 1985 Rudolf Põldmäe; Endel Nirk; Gábor Bereczki; Eduard Laugaste; Elmut Laane; Jüri Arrak; Ants Pärna; Olga Piirisild; Vaike Pajupuu; Elmo Ploom.
- 1986 Lennart Meri; Ülo Villimaa; Oskar Kuningas; Jaan Reinet
- 1987 Leila Pärtelpoeg; Valdeko Leeto; Ergav-Vello Asi
- 1988 Erik Haamer; Jüri Kurman, Übersetzer des Kalevipoeg ins Englische; Herbert Ligi; Harri Toode; Õitse Vijard
- 1989 Lepo Sumera; Mart Laar; Marika Blossfeldt
- 1990 Bernard Kangro; Jazeps Rudzitis; Jaan Tammsaar
- 1991 Felix Oinas; Aleksander Krull
- 1992 Viive Kuks; Heldur Laretei
- 1993 Jaan Eilart; Kulno Süvalep
- 1994 Gunnar Neeme
- 1995 Enno Piir; Ivo Eensalu; Eva Aaver
- 1996 Juss Piho; Musikschule Võru
- 1997 Heino Gustavson
- 1998 Meeri Säre
- 1999 Alex Milits, Übersetzer des Kalevipoeg ins Schwedische
- 2000 Silvi Jansons
- 2001 Aarand Roos
- 2002 Peeter Laurits
- 2003 Juhan Peegel; Andrus Kivirähk; Silver Vahtre; Aavo Sarver
- 2004 Sirje Purga; Zentralbibliothek von Võrumaa
- 2005 Antoine Chalvin, Übersetzer des Kalevipoeg ins Französische; Võru Instituut
- 2006 Katariina Lauk; Kyösti Kettunen, Übersetzer des Kalevipoeg ins Finnische
- 2007 Marin Laak
- 2008 Renaldo Veeber
- 2009 Stadt Võru; Helju Kalme
- 2010 Gao Jingyi, Übersetzer von Kreutzwalds Märchen ins Chinesische
- 2011 Estnisches Literaturmuseum
- 2012 Vishnu Kare, Übersetzer des Kalevipoeg ins Hindi
- 2013 Lydia Koidula Museum
- 2014 MTÜ Kultuuripärandi hoidja
- 2015 Veljo Tormis; Aimi Hollo, langjährige Direktorin des Kreutzwald-Museums
- 2016 Jüri Talvet
- 2017 Cornelius Hasselblatt
- 2018 Guntars Godinš, Übersetzer des Kalevipoeg ins Lettische; Raoul Annion
- 2019 Rein Veidemann
- 2020 Valdur Mikita
- 2021 Toomas Kuusing; Urmas Kalla
- 2022 Helena Linnamäe; Raili Leesalu
- 2023 Ago Ruus